# Joe Rodríguez
Joe Rodríguez (17 de mayo de 1946 – 13 de septiembre de 2023), fue un trompetista, director de orquesta, arreglista y compositor del género salsa puertorriqueño. Fundador de la Orquesta La Terrífica.

## Historia
Nació en el barrio La Cantera en la ciudad de Ponce, Puerto Rico. Desde muy joven se interesó en la música, participando como trompetista en varias Bandas Municipales y en la Orquesta de Johnny Torruella. 
En 1968, graba con la Sonora Ponceña como primera trompeta el disco "Hacheros pa' un palo" junto al Papo Lucca. Por los siguientes 4 años se destacó en importantes grabaciones como "Fuego en el 23", "Algo de Locura", "Navidad Criolla", "Desde Puerto Rico a Nueva York" y "Sonora Ponceña". En estas grabaciones se le puede escuchar en los solos de canciones como "Tu y yo" y "Como mango". Con esta orquesta tuvo la oportunidad de viajar no sólo en su natal Puerto Rico, sino que también en Estados Unidos y Latinoamérica.[cita requerida]
En 1972, después de un desacuerdo con Enrique 'Quique' Lucca (fundador de la Sonora Ponceña), Joe dirige la organización de otro grupo musical, originalmente llamado "Los Terríficos", nombre que al poco tiempo fue cambiado por Orquesta La Terrífica. Junto con Joe Rodríguez, también dejaron la Sonora Ponceña, Tito Gómez (cantante), Francisco Alvarado (bongosero) y otros. Bajo la producción de Larry Harlow y el sello Fania, La Terrífica lanza su primer LP, "Orquesta La Terrífica". La voz estuvo a cargo de Tito Gómez, en los coros estuvo Héctor Lavoe y Adalberto Santiago.[cita requerida]
En 1974, graba su segundo LP titulado "Terrífica" y en 1975 "Los días de mi vida". En 1976 también graba el disco "Sabor a Pueblo" Con estos discos estrena a tres cantantes que luego se convertirían en importantes exponentes de la salsa. Uno de ellos, Pichie Pérez, quien con 16 años y siendo estudiante del propio Joe Rodríguez canta varios números importantes y la otra Yolanda Rivera, quien se destaca en el número "Guaguancó # 3". También debuta en la salsa Mannix Martínez quien magistralmente interpreta los boleros y las salsas.
Durante la década de los 70, Joe Rodríguez logró crear un sonido distintivo con su orquesta, que alcanzó gran popularidad. Al grado que era la orquesta elegida por Fania para acompañar a Pete 'Conde' Rodríguez e Ismael Miranda. También llegó a acompañar a Meñique y Justo Betancourt entre otros. Sin embargo, fue en 1980 cuando La Terrífica grabó su mayor éxito: Casa pobre, casa grande. Este número se posicionó en los primeros lugares de la salsa rápidamente tanto en Puerto Rico como en América del Sur, México y Estados Unidos y llevó a Joe Rodríguez al ámbito internacional.
A esto le siguieron éxitos como "Hinca la yegua", "Por todas partes" y "Sabor Ritmo y Coro". Con arreglos de Isidro Infante, José Febles y acompañado de otros trompetistas como Juancito Torres y Elias Lopez. También Joe Rodríguez reclutó a otros soneros que luego alcanzarían la fama tales como Héctor Tricoche, Luisito Carrión y Wito Colón.
A finales de la década de los 90's Joe Rodríguez se hace testigo de Jehová y deja la música para dedicarse a su trabajo como maestro y a evangelizar de casa en casa.
En 2014, regresa a dirigir a la Orquesta Abran Paso en el Día Nacional de la Salsa para recordar a La Terrífica, donde sorpresivamente se le dedica el evento.